# Demokratyczna i Socjalistyczna Unia Ruchu Oporu
Demokratyczna i Socjalistyczna Unia Ruchu Oporu (fr. Union démocratique et socialiste de la Résistance) – partia polityczna we Francji, istniejąca w czasach IV Republiki. Mimo swego stosunkowo niewielkiego zaplecza i liczby członków uczestniczyła, z racji politycznego rozdrobnienia, w większości jej rządów, począwszy od tymczasowego gabinetu generała Charles'a de Gaulle'a.
Miała bardzo ekletyczne oblicze polityczne. Wywodzili się z niej między innymi dwukrotny prawicowy premier René Pleven i ówczesny wielokrotny minister, a następnie socjalistyczny prezydent François Mitterrand.